# Magomed Azizov
Magomed Azizov (rusky Магомед Азизов), (12. května 1969) je bývalý sovětský a ruský zápasník – volnostylař dagestáské (darginské) národnosti. S volným stylem začínal v Machačkale po vzoru svého staršího bratra Abdulaziza. Připravoval se pod vedením Sagida Gadžijeva a později Ramazana Chusejnova v Stavropolu. V ruské seniorské reprezentaci se poprvé prosadil v roce 1992 v pérové váze a v témže roce si jako nováček zajistil účast na olympijských hrách v Barceloně.1 V prvním kole skupiny A porazil Kubánce Lázara Reinosa a zaváhal až ve čtvrtém kole proti suverénovi pérové váhy posledních let Johnu Smithovi ze Spojených státu. Výhrou v pátém kole potrvdil formu a čekal na zápas Američana s Kubáncem. Ve hře byl přímý postup do finále, jenže Smith svůj zápas prohrál a na něho zbyl černý petr v podobě třetího místa ve skupině, bez šance bojovat olympijskou medaili. Obsadil 5. místo. V roce 1996 si již jako věhlasný volnostylař zajistil účast na olympijských hrách v Atlantě. V semifinále mu však v cestě za olympijskou medaili stál Američan Tom Brands. Obsadil 5. místo. Sportovní kariéru ukončil po roce 1998. Věnuje se strenérské práci.